# План за отмъщение
„План за отмъщение“ е български игрален филм (късометражен, драма) от 2008 година на режисьора Константин Буров, по сценарий на Константин Буров и Венцислав Василев. Оператор е Красимир Андонов. Музиката във филма е композирана от Михаил Йосифов.

## Актьорски състав
Роли във филма изпълняват актьорите:
- Пенко Господинов – Димитров
- Георги Керменски – Смока
- Пламен Сираков – Старшина Гошев
- Мария Статулова – Жената
- Сузи Статулова – Дъщерята
- Георги Кадурин – Йордан Перелезов
- Диана Досева – Елена